# Wąchock
Wąchock là một thị trấn thuộc huyện Starachowicki, tỉnh Świętokrzyskie ở trung tâm Ba Lan. Thị trấn có diện tích 16 km². Đến ngày 1 tháng 1 năm 2011, dân số của thị trấn là 2744 người và mật độ 171 người/km².